# Porta di San Ranieri
La Porta di San Ranieri è la porta del transetto destro del duomo di Pisa.
Fu realizzata da Bonanno Pisano sul finire del XII secolo e rappresenta uno dei pochi capolavori dell'artista giunti sino ai giorni nostri. Salvatasi dall'incendio che devastò la cattedrale nel 1595, è oggi conservata presso il Museo dell'Opera del Duomo; nel transetto della cattedrale pisana è esposta una copia.

## Descrizione
La porta è costituita da ventiquattro lastre di bronzo, le quali sono fissate da cornici applicate alla struttura lignea di sostegno mediante chiodi in ferro nascosti da rosette di bronzo.
I pannelli, che rielaborano con originalità suggestioni del mondo classico e bizantino, narrano scene tratte dal Nuovo Testamento, secondo una lettura dal basso verso l'alto, che si snoda, in senso orizzontale, da sinistra verso destra.

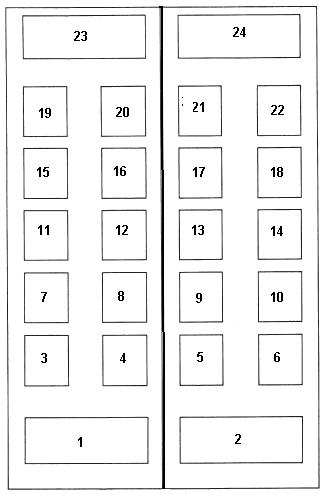
Schema iconografico della porta

Di seguito lo schema iconografico della porta di San Ranieri:
1. Sei profeti
2. Sei profeti
3. Annunciazione
4. Visitazione
5. Natività
6. Cavalcata dei Magi con Peccato originale
7. Presentazione al Tempio
8. Fuga in Egitto
9. Strage degli Innocenti
10. Battesimo
11. Tentazione
12. Trasfigurazione
13. Resurrezione di Lazzaro
14. Entrata a Gerusalemme
15. Lavanda dei piedi
16. Ultima Cena
17. Bacio di Giuda
18. Crocifissione
19. Discesa al Limbo
20. Resurrezione
21. Ascensione
22. Morte della Vergine
23. Cristo in gloria
24. Maria in gloria